# الصراع الداخلي في بيرو

الصراع الداخلي في بيرو هو صراع مسلح مستمر بين الحكومة البيروفية، والحزب الشيوعي في بيرو (المعروف أيضًا باسم الدرب المضيء أو «بّي سي بّي– إس إل») وحركة توباك أمارو الثورية. بدأ الصراع في 17 مايو 1980. يُقدر أنه كان هناك 70,000 حالة وفاة تقريبًا، ما يجعله الحرب الأكثر دموية في تاريخ بيرو، منذ الاستعمار الأوروبي للبلاد.
تشمل حصيلة القتلى المرتفعة العديد من الضحايا المدنيين، بسبب الاستهداف المتعمد من قبل العديد من الفصائل. انخفض عدد الوفيات منذ عام 2000 كثيرًا، وأصبح الصراع في الآونة الأخيرة خاملًا. تجددت أعمال للعنف على مستوى منخفض في عامي 2002 و2014 عندما اندلع الصراع بين الجيش البيروفي وفلول العصابات في منطقة فرايم. دام الصراع لأكثر من 39 عامًا، فكان بذلك ثاني أطول صراع داخلي في تاريخ أمريكا اللاتينية، بعد الصراع الكولومبي المسلح.

## خلفية
مرت بيرو قبل الصراع بسلسلة من الانقلابات مع تحولات متكررة بين الأحزاب السياسية والأيديولوجيات. في 2 أكتوبر 1968، قام الجنرال خوان فيلاسكو ألفارادو بانقلاب عسكري وأصبح الرئيس السادس والخمسين لبيرو تحت إدارة الحكومة الثورية للقوات المسلحة الديكتاتورية العسكرية اليسارية.[بحاجة لمصدر] وبعد فترة من تفشي الفقر والبطالة، أُطيح بفيلاسكو شخصيًا في انقلاب عسكري غير دموي في 29 أغسطس 1975. وحل محله فرانسيسكو موراليس بيرموديز كرئيس جديد لبيرو.
أعلن موراليس أن حكمه سيوفر «مرحلة ثانية» للإدارة السابقة، ستجلب إصلاحات سياسية واقتصادية. غير أنه لم ينجح في الوفاء بهذه الوعود، أُنشئت جمعية دستورية (تأسيسية) عام 1978 لاستبدال دستور بيرو لعام 1933. أعلن موراليس بعدها أن الانتخابات الوطنية ستجرى بحلول عام 1980. أُجريت الانتخابات للجمعية التأسيسية في 18 يونيو 1978، بينما فُرضت الأحكام العرفية في 6 يناير 1979. أقرت الجمعية الدستور الجديد في يوليو 1979. انتخب فرناندو بيلاوندا تيري رئيسًا للبلاد في 18 مايو 1980. وفي الفترة ما بين فبراير 1966 ويوليو 1980، توفي نحو 500 شخص بسبب العنف السياسي.
عارض العديد من المنتسبين إلى الحزب الشيوعي البيروفي إنشاء دستور جديد وشكلوا المنظمة المتطرفة المعروفة باسم «الدرب المضيء». أدى ذلك في نهاية المطاف إلى اندلاع صراع داخلي، مع وقوع الهجمات الأولى قبل يوم من الانتخابات. رغم ذلك استمرت الانتخابات الوطنية وانتخب فرناندو بيلاوندي تيري رئيسًا لبيرو في عام 1980. شغل تيري منصب الرئيس الخامس والخمسين للبلاد قبل انقلاب فيلاسكو عام 1968.

### الدرب المضيء
نظم أبيميل غوزمان، بروفيسور الفلسفة الشيوعي في جامعة سان كريستوبال في هوامنغا، أثناء حكم فيلاسكو وموراليس، حزب الدرب المضيء كمجموعة سياسية ماوية شكلها عام 1970. أُلهم غوزمان بالثورة الثقافية الصينية التي شهدها مباشرةً خلال رحلته إلى الصين. شارك أعضاء الدرب المضيء في قتال الشوارع مع أعضاء الجماعات السياسية الأخرى ورسموا كتابات (غرافيتي) على الجدران تشجع «الكفاح المسلح» ضد الدولة البيروفية.
في يونيو 1979، قمع الجيش مظاهرات طالبت بالتعليم المجاني: قُتل 18 شخصًا وفقًا للأرقام الرسمية، لكن تشير التقديرات غير الحكومية إلى مقتل عشرات الأشخاص. أدى هذا الحدث إلى تطرف الاحتجاجات السياسية في الريف واندلاع أعمال الدرب المضيء الإرهابية.